# BLEVE
Il termine BLEVE (acronimo di boiling liquid expanding vapor explosion, in italiano: "esplosione dei vapori che si espandono a causa dell'ebollizione di un liquido") indica un tipo di esplosione che avviene in concomitanza con la rottura un recipiente in pressione contenente un liquido.
Questa tipologia di esplosione può essere estremamente pericolosa a causa dell'onda d'urto e della proiezione dei frammenti del recipiente che sono associati all'esplosione; inoltre la nuvola di vapore che si genera da tale esplosione può fungere da innesco per altre sostanze infiammabili presenti in un raggio anche molto ampio. Non necessariamente il BLEVE deve coinvolgere sostanze infiammabili; alcune di queste sono l'acqua, l'azoto liquido, l'elio liquido e altri liquidi refrigeranti o criogenici.

## Sequenza di eventi

Sequenza di eventi durante una BLEVE: rottura del recipiente e improvvisa fuoriuscita di gas (a sinistra), ebollizione del liquido con aumento della pressione all'interno del recipiente (al centro) e conseguente esplosione (a destra).

La BLEVE si origina dalla rottura di un recipiente contenente un liquido la cui temperatura si trova al di sopra del suo punto di ebollizione atmosferica; all'interno del recipiente la fase liquida rimane nella parte inferiore mentre in quella superiore risiede la parte gassosa.
A seguito della rottura del recipiente, che può avvenire per corrosione o per rilassamento della struttura del contenitore, la fase gassosa all'interno del recipiente uscirà all'esterno riducendo la pressione nel recipiente che causerà una forte ebollizione del liquido contenuto, liberando una grossa quantità di gas vaporizzato; questa fuoriuscita può essere talmente repentina da causare un'onda di sovrapressione che farà scoppiare il recipiente. Se il gas liquefatto contenuto nel recipiente è infiammabile, nella fase di rilassamento delle pareti del recipiente e il successivo scoppio, avverrà anche l'innesco del gas infiammabile, causando una potente esplosione che proietterà frammenti del recipiente molto lontano seguiti da un'ondata di calore intenso.
La BLEVE può essere anche causata da un surriscaldamento di un recipiente contenente un gas liquefatto. I recipienti delle bombole sono testati per resistere temporaneamente ad un riscaldamento, per cui dopo un certo lasso di tempo il recipiente, indebolendosi, si frattura provocando un BLEVE.
La BLEVE di liquidi infiammabili può anche formare una sfera di fuoco (detta fireball); se l'innesco della nube di vapori avviene successivamente al rilascio e in particolari condizioni si può avere innesco con conseguente esplosione (provocata dal rapporto combustibile/comburente), chiamata VCE (Vapor Cloud Explosion) oppure una violenta accensione (flash fire); se i gas sono tossici, una vasta area verrà contaminata subito dopo l'esplosione.

## Prevenzione

Schema di una valvola di sicurezza.

Per prevenire l'esplosione i recipienti possono essere provvisti di valvole di sfogo tarate per permettere l'evacuazione del gas; tuttavia rimane il rischio, più o meno remoto, che la valvola non riesca a far fuoriuscire una quantità sufficiente di vapore, provocando il fenomeno descritto.